# Богове, гробници и учени
„Богове, гробници и учени“ (на немски: Götter, Gräber und Gelehrte) е класическа летопис на историческото развитие на археологията, преведена на над 28 езика и издадена в двуцифрен милионен общ тираж след края на Втората световна война.
С книгата си авторът ѝ – Курт Марек (под псевдонима Керам) описва по увлекателен и достъпен за лаика начин най-значимите истории за известни археолози и изследователи и откритите от тях вълнуващи находки при разкопките в Троя и Микена, затвърждаващи хипотезата, че Омировата „Илиада“ е достоверен исторически източник. Особено интересни са разказите му за откритията, свързани с древните цивилизации в Древен Египет, Месопотамия и Мезоамерика.
Авторът на „богове, гробници и учени“ дължи интереса си към археологията и нейните тайни още от младостта си когато посещава реалната гимназия „Хоенцолерн“, след което получава и специална подготовка като издателски работник в берлинското издателство „Йозеф Зингер“, а заедно с това става редовен слушател в университета „Лесинг“ и Берлинския университет. След теоретичната си закалка се отдава на исторически, литературни и изкуствоведчески занимания, работейки и като журналист. Сътрудничи на пресата и радиото в Берлин – като литературен, филмов и театрален критик при вестниците „Берлинер бьорзен курир" и „Берлинер бьорзен цайтунг“. През 1938 г. Курт Марек е мобилизиран във Вермахта.
След края на войната и като плод на дългогодишно обработване на огромен материал Марек публикува през 1949 г. под псевдонима К. В. Керам в издателство „Роволт“ своя труд върху история на археологията „Богове, гробници и учени“. През 1954 г. като втори том излиза „Богове, гробници, учени в картини“, а през 1966 г. го последва и третият том „Богове, гробници, учени в документи“.